# Luis Mendez de Vasconcellos

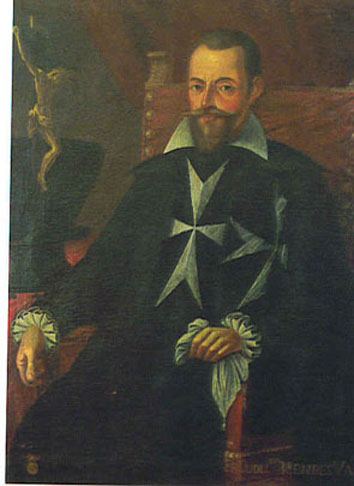
Luis Mendez de Vasconcellos

Großmeisterwappen von Luis Mendez de Vasconcellos

Luis Mendez de Vasconcellos (* 1543 in Évora; † 7. März 1623 in Valletta) war der 55. Großmeister des Malteserordens auf Malta.
Er wurde als Sohn des portugiesischen Adligen Francisco Mendes de Vasconcelos und dessen Gattin Isabel Pais de Oliveira in Évora geboren.
Er trat in den Malteserorden ein und gehörte der kastilischen Zunge des Ordens an. Nachdem der Großmeister Alof de Wignacourt am 14. September 1622 gestorben war, wurde er am 17. September zu dessen Nachfolger gewählt. Er amtierte nur sechs Monate, bevor er im März 1623 starb.